# Николаево (Перникская область)
Николаево (болг. Николаево) — село в Болгарии. Находится в Перникской области, входит в общину Радомир. Население составляет 50 человек.

## Политическая ситуация
Николаево подчиняется непосредственно общине и не имеет своего кмета.
Кмет (мэр) общины Радомир — Красимир Светозаров Борисов (Болгарская социалистическая партия (БСП)) по результатам выборов в правление общины.